# Fox Studio Lot
Fox Studios (юридично Fox Studio Lot, LLC, також відома як Fox Lot) — це комплекс американської телевізійної та кіностудії, розташований у Сенчурі-Сіті, штат Каліфорнія, за адресою 10201 Pico  Boulevard і обмежений бульваром Вест-Піко (південь), бульваром Вест-Олімпік (північ), Алеєю зірок (захід) і Фокс Хіллс Драйв (схід), що належить Fox Corporation.
На північ від комплексу знаходиться хмарочос Fox Plaza, штаб-квартира 20th Century Studios, який також використовувався для зйомок деяких фільмів, таких як Міцний горішок (1988). Студії мають п'ятнадцять знімальних майданчиків і багато будівель для виробництва фільмів.
Комплекс також включає офіси, включаючи WM. Fox Building, Old Executive Building і New Executive Building, а також Fox Network Center, присвячений телебаченню.

## Історія

### Початок
У 1915 році Вільям Фокс заснував Fox Film Corporation, а в 1917 році заснував студію в Голлівуді на розі бульвару Сансет і Вестерн-авеню.
У 1920-х роках актор вестернів Том Мікс купив 176 акрів землі, низькі хвилясті прерії між майбутніми бульварами Вест-Піко та бульварами Санта-Моніки, потім ґрунтові дороги.  До 1911 року на землі були встановлені три старі підйомні вишки. У 1925 році Том Мікс продав землю своєму роботодавцю Вільяму Фоксу за 1,5 мільйона доларів США, щоб повернути вкладені гроші. У 1927 році Фокс переїхав на територію Мікса і зняв там фільм Сьоме небо з Джанет Гейнор і Чарльзом Фаррелом. Найстарішою будівлею на цьому місці є фермерський будинок Тома Мікса під номером 41, який використовувався як склад зброї та відділ звукових ефектів. Комплекс було урочисто відкрито  28 жовтня 1928 року. Він названий Movietone City на честь системи Movietone, а між авеню D і E на північ від комплексу розташований офіційний сад під цією назвою.
У 1935 році після злиття Fox Film і Twentieth Century Pictures було розпочато масштабний план розширення студії з будівництвом сцен 10, 11, 14, 15 і 16. Інші будівлі з'явилися з-під землі, такі як №88 для адміністративних офісів (з тих пір названий Старою виконавчою будівлею), №89 для аксесуарів (охрещено WM Fox Buidling), розширення Комісара та №86, які є постійними роздягальнями (на прізвисько Будівля зірок), завершені в 1937 році. Будівля №86 має 14 гардеробних на двох рівнях. Кілька бунгало було побудовано по обидва боки Теннессі Гейт, а потім головного входу в студію, щоб розмістити таких зірок, як Ширлі Темпл, яка була в №69.
У 1940 році Дерріл Ф. Занук, новий керівник виробництва, придбав сусіднє поле для гольфу та розширив студії до 260 акрів.
У травні 1958 року студія, яка на той час переживала фінансові труднощі, намагалася відновити землю, розташовану на північ від Олімпійського бульвару, і змоделювала церемонію закладення каменю в основу проекту нерухомості під назвою Сенчурі-Сіті. Земля була продана Alcoa в 1961 році за 43 мільйони доларів США, а перша будівля, Gateway West, була урочисто відкрита 25 вересня 1963 року. Хмарочоси Century Plaza Towers, побудовані в 1975 році, є частиною комплексу.
У середині 1970-х років №86 було перетворено на офіси виробничих бригад.
Паркінг «Fox Plaza» побудований на місці Будинку звукотехніки.

### Під управлінням Fox Entertainment Group
1 лютого 2013 Брюс Вілліс і Джим Джанопулос презентували встановену на стіні Звукової сцени 8 фреску заввишки 35 футів, на якій зображено Брюса Вілліса в ролі Джона Макклейна, створену художниками Ван Гехт-Нільсеном і Фернандо Сепедою на честь 25-річчя Міцного горішка, на ділянці своєї студії в Сенчурі-Сіті.
Президент 21st Century Fox Пітер Райс на зустрічі в ратуші 14 грудня 2017 року поінформував співробітників про договір оренди з The Walt Disney Conmany, за яким компанія орендує ділянку Fox у Сенчурі-Сіті на сім років у рамках очікуваного придбання 21st Century Fox.
14 грудня 2017 року стало відомо що теперішній власник збереже свої приміщення в разі поглинання 21st Century Disney, включаючи Fox Studios.

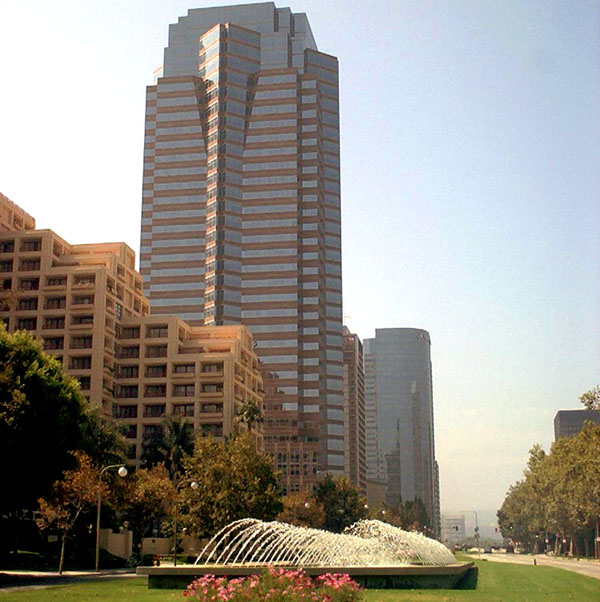
Хмарочос Фокс Плаза
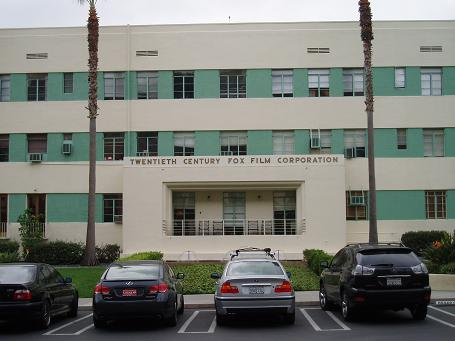
Стара виконавча будівля
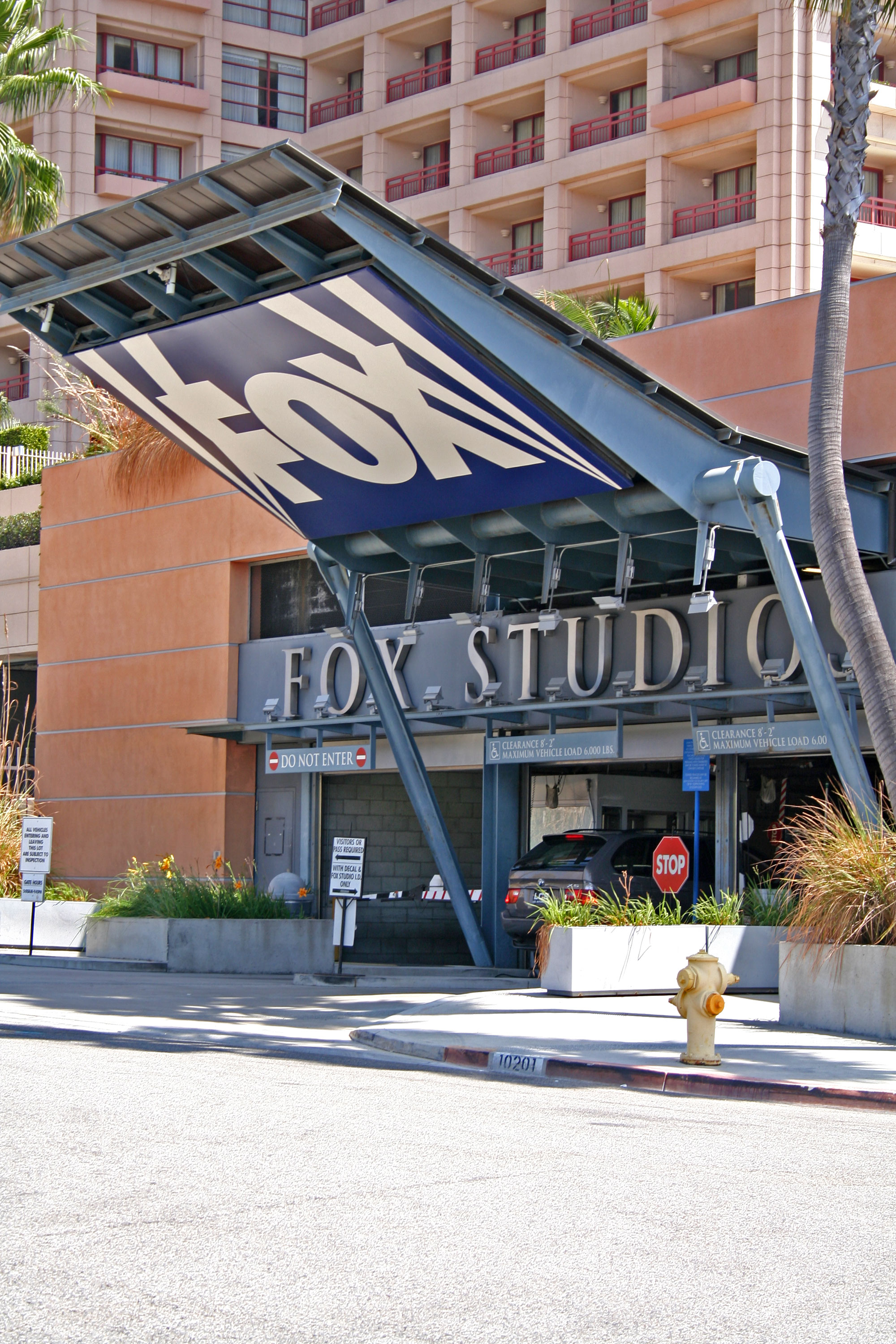
Вхід на автостоянку Galaxy Way біля підніжжя Fox Plaza
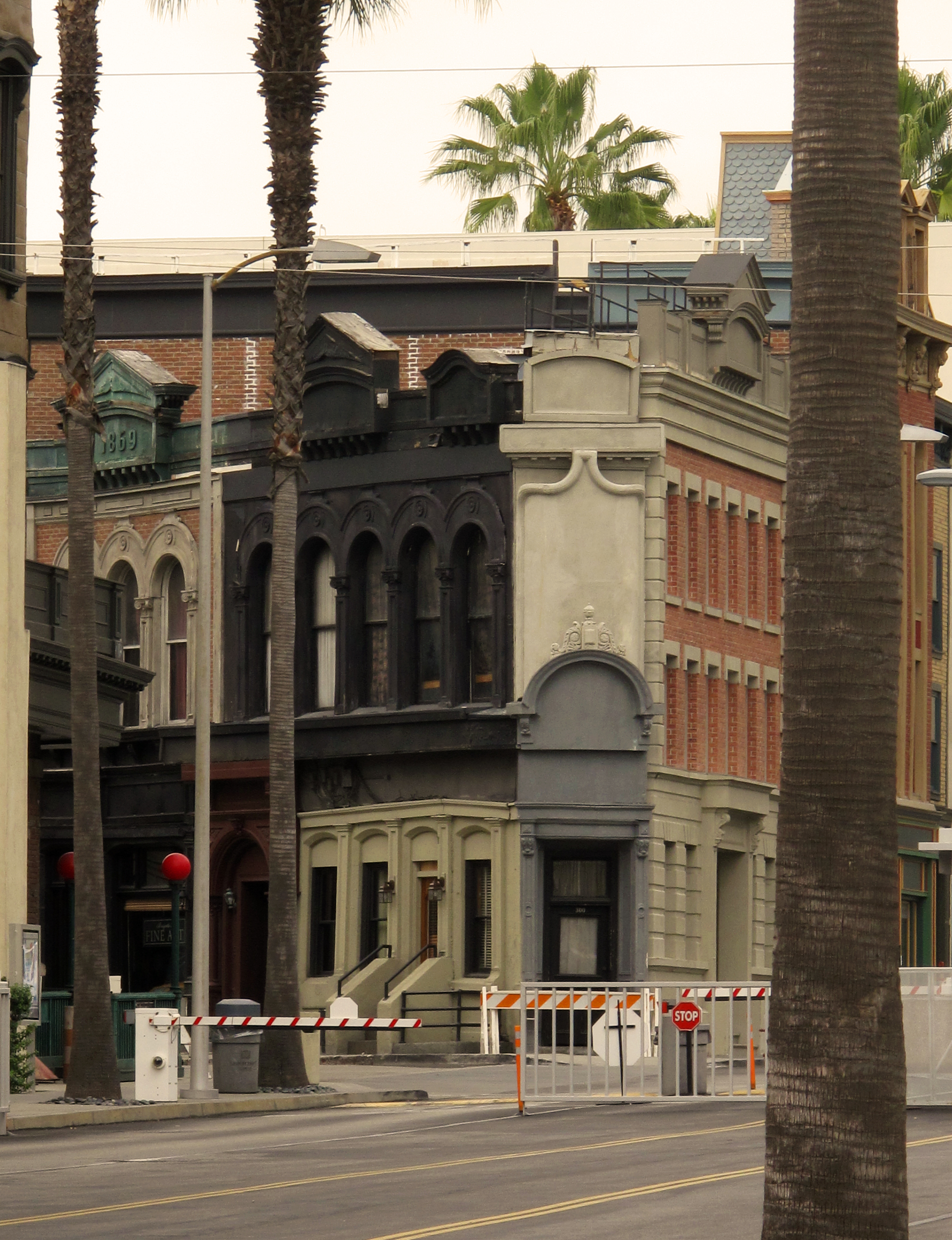
«Нью-Йорк-стріт» в 2011 році
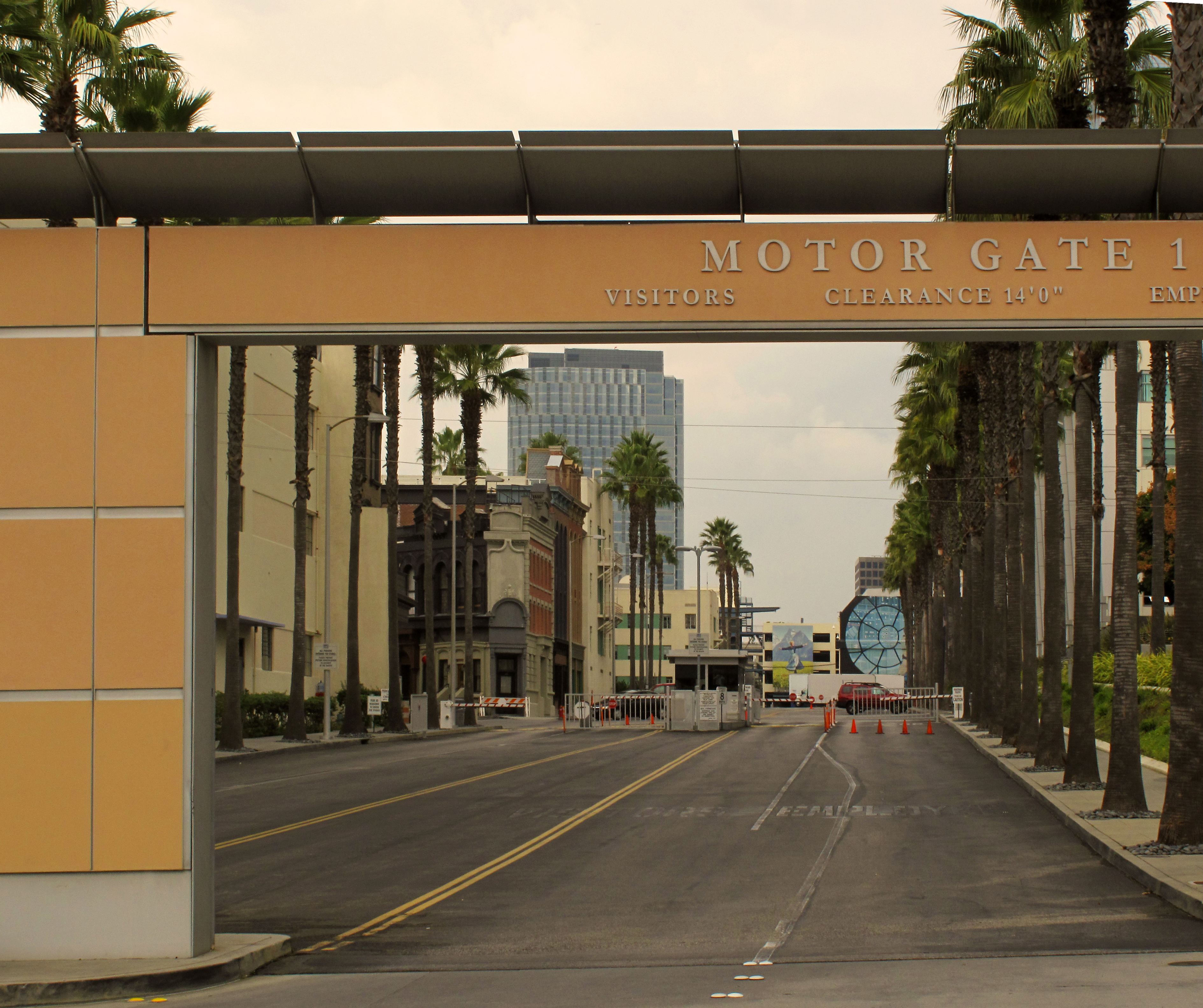
Церемоніальні ворота в'їзду до студії перед встановленням вивіски та «Алея Пальм» позаду них, 2011 рік
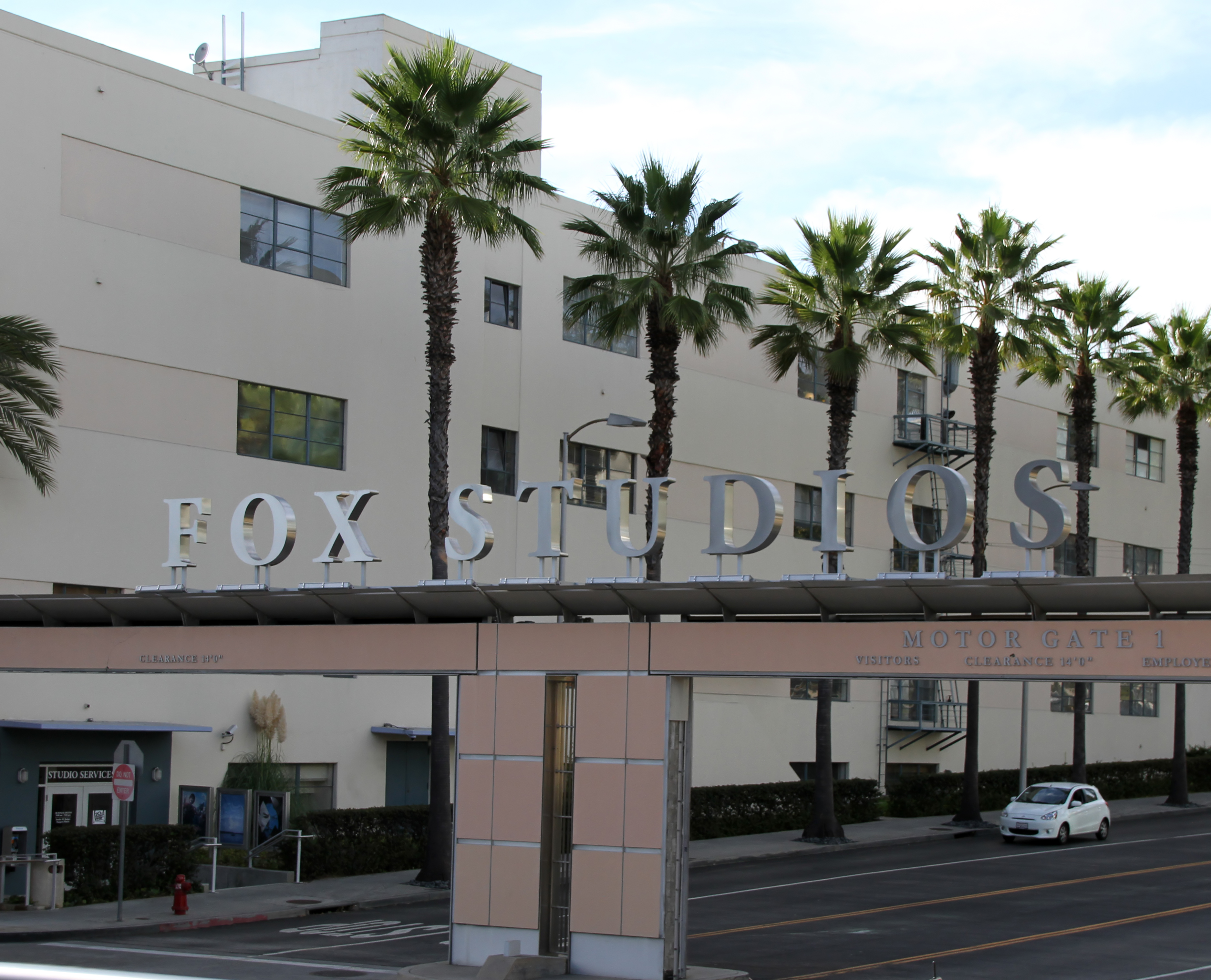
Центральний в'їзд до студії після появи вивіски, 2011 рік

### Під управлінням Fox Corporation
Восени 2019 року Disney повідомили співробітникам, що вони закриють дослідницьку бібліоткеру Fox Research Library 6 січня 2020 року або раніше, і планують згорнути вміст бібліотеки, включаючи цінну колекцію книг 19-го століття, газет, модних журналів 1920-х років, а також матеріали Другої світової війни — у власні архіви. Дослідницька бібліотека Fox служила ресурсом для режисерів і науковців. Вона можгла похвалитися цінною колекцією, яка послужила джерелом для створення класичних фільмів, таких як «Король і я» (1956), Грона гніву і Титанік (1997). Як повідомили Variety — один із знайомих із бібліотекою сказав, що для створення процедурного хіта Доктор Хаус було використано бібліотеку, щоб знайти інформацію про хвороби, про які йдеться в медичному шоу.
12 листопада 2019 року Fox повідомила, що призначила Гарі Ерліха, колишнього виконавчого віце-президента Fox Sports, новим президентом і генеральним менеджером своєї ділянки Fox Studio в Сенчурі-Сіті. Fox зберегла своє право власності на приблизно 260 тисяч квадратних метрів будівельної площі. Раніше цього місяця Fox Corp. заявила, що використання студійної ділянки третіми сторонами сприяло зростанню доходів у першому кварталі 2020 фінансового року. Ерліх контролюватиме роботу студії на ділянці, а також керуватиме нерухомістю Fox Corp., виробничими послугами, послугами пост-продакшну, плануванням, дизайном і розробкою, охороною здоров'я та безпекою, об'єктами, послугами харчування та функціями безпеки. Призначення було зроблено Майклом Біардом, президентом операцій і дистрибуції, якому Ерліх підпорядковуватиметься. Він провів три десятиліття у Fox, контролюючи частку власності компанії в професійних командах і на майданчиках, включаючи стадіон Доджер і Стейплс-центр. На попередній посаді Ерліх відіграв важливу роль у розробці планів Fox Studio Lot за погодженням з мерією Лос-Анджелеса, що призвело до розвитку власності в її нинішньому вигляді.
Напередодні прем'єри нової серії реаліті-змагань Lego Masters на Fox починаючи з понеділка 5 лютого триваючи до 9 лютого 2020 року, екстер'єр ділянки і літери «Fox Studios» над воротами були перетворені на конструкцію Lego та містять синій логотип Fox, за воротами бульвару Піко. Рекламні щити на стінах павільйонів, що виходять на вулицю, також висвітлюють деякі програми, вироблені на студії, у тому числі «Замаскований співак», «Обранець» і 911: Самотня зірка, змінені в стилістику Lego.

## Організація студії
Студія складається з вулиць, паралельних бульвару Вест-Піко, пронумерованих від 1 до 10, і перпендикулярних проспектів від A до G. Існують інші маршрути, як-от Пальмова алея, яка служить головним входом, або Нью-Йоркська вулиця, розташована на фоні між Старою виконавчою будівлею та WM Fox Building. У північно-східному куті комплексу була побудована вежа Fox Plaza, урочисто відкрита в 1987 році.

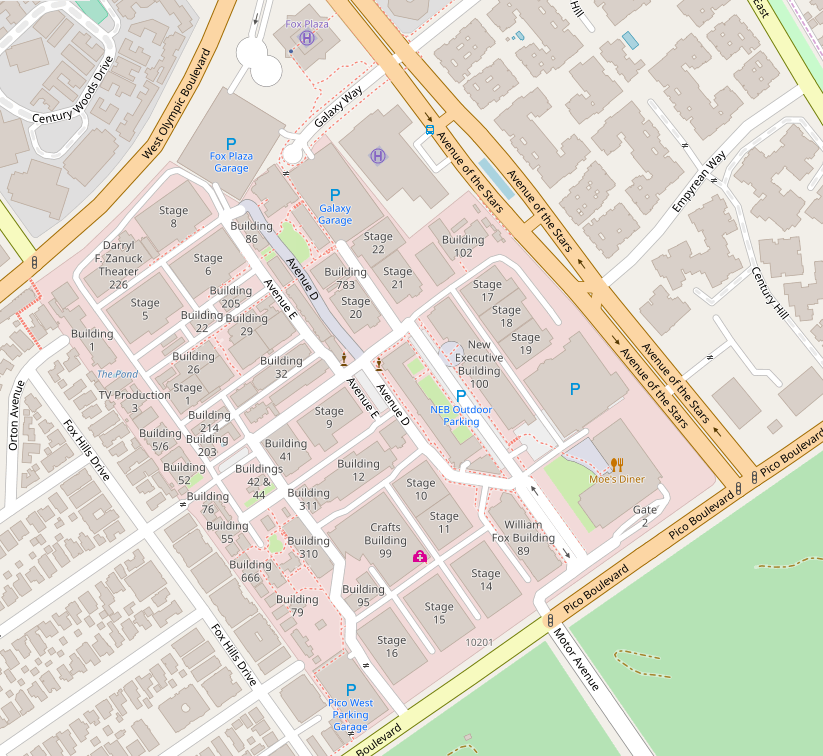
Мапа Fox Studios

Комплекс включає 19 знімальних майданчиків
- Сцена 1 для запису музики
- Сцена 2 для запису звукових ефектів
- Сцени для виробництва кіно та телебачення
  - Сцени 3, 4
  - Сцени 5, 6 і 8 на північ від комплексу
  - Сцена 9 за Старим виконавчим корпусом
  - Сцени 17, 18, 19 за новою виконавчою будівлею
  - Сцени 20, 21 та 22 у продовженні алеї Пальм
  - Сцени 10, 11, 14, 15, 16 на південь, навколо Будинку ремесел

Інші будівлі
- Стара виконавча будівля та Нова виконавча будівля розташовані по обидва боки Алеї пальм.
- Театр Дерріла Ф. Занука, розташований поруч зі Сценою 8, забезпечує попередній перегляд фільмів.
- У Будівлі ремесел розташовані спортивні студії Fox Sports, а також медичний відділ.
- Мережевий центр Fox надає послуги для кабельних каналів за Новою виконавчою будівлею.
- У Будівлі 3 спочатку розміщувалася науково-дослідна бібліотека Fox, яка наприкінці 1970-х років переїхала до підвалів Будівлі 89 Вільяма Фокса[14].

Комплекс має 3 автостоянки: Fox Plaza, Galaxy Way, які примикають на північ від комплексу, і Pico West у південно-західному куті.